# Серошевице (гмина)
Серошевице (пол. Sieroszewice)— сельская гмина (волость) в Польше, входит как административная единица в Острувский повет (Великопольское воеводство), Великопольское воеводство. Население — 9618 человек (на 2004 год).

## Сельские округа
1. Бибянки
2. Бернацице
3. Бильчев
4. Каня
5. Лятовице
6. Масанув
7. Намыслаки
8. Олобок
9. Парчев
10. Псары
11. Радухув
12. Росошица
13. Серошевице
14. Славин
15. Стшижев
16. Вестша
17. Велёвесь
18. Замость

## Соседние гмины

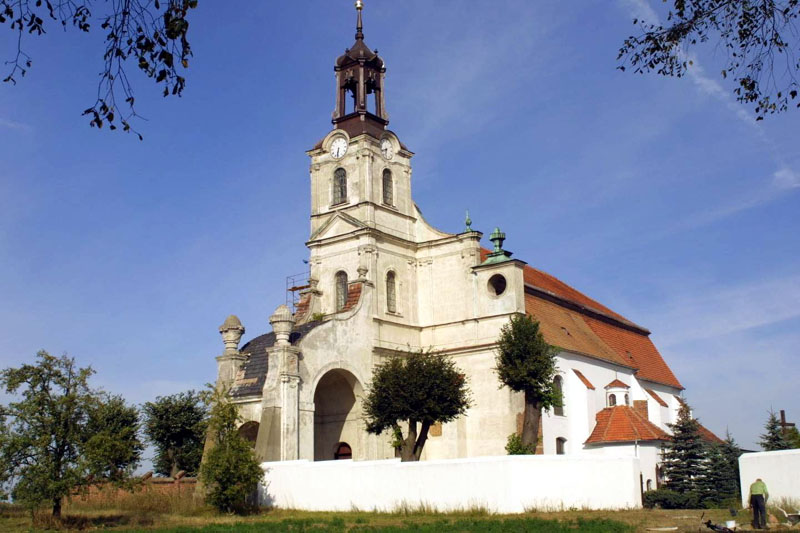
Костёл

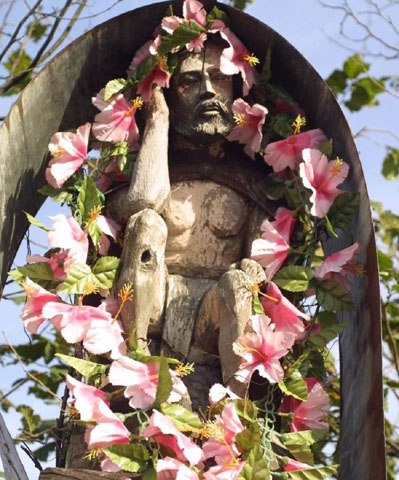
Гмина Серошевице

1. Гмина Бжезины
2. Гмина Годзеше-Вельке
3. Гмина Грабув-над-Проснон
4. Гмина Крашевице
5. Гмина Микстат
6. Гмина Нове-Скальмежице
7. Гмина Острув-Велькопольски
8. Гмина Пшигодзице